# جون لور
جون لور (بالإنجليزية: Jon Leuer)‏ مواليد 14 مايو 1989، هو لاعب كرة سلة أمريكي يلعب مع فريق ميمفيس غريزليس في الرابطة الوطنية لكرة السلة ويحمل الرقم 30. يبلغ طوله 6 قدم 10 بوصة (2.1 م).

## فرق لعب لها
- ميلووكي باكز
- كليفلاند كافالييرز
- ميمفيس غريزليس

## روابط خارجية
- جون لور على موقع الدوري الأوروبي لكرة السلة (الإنجليزية)
- جون لور على موقع إن بي أي (الإنجليزية)
- جون لور على موقع سبورتس رفرنس (الإنجليزية)
- جون لور على موقع كرة السلة الأوروبية.كوم (الإنجليزية)
- جون لور على موقع إي إس بي إن.كوم (الإنجليزية)
- جون لور على موقع كلية كرة السلة في سبورتس رفرنس.كوم (الإنجليزية)
- جون لور على موقع ريلجم (الإنجليزية)
- جون لور على موقع بروبوليرز (الإنجليزية)
- جون لور على موقع سبورتس رفرنس (الإنجليزية)
- جون لور على موقع سبورتس رفرنس (الإنجليزية)